# Eldo di Lazzaro
Eldo di Lazzaro, auf Deutsch: Hildo von Lazarus (* Februar 1902 in Trivento, Provinz Campobasso; † 1968 in Genua) war ein italienischer Sänger und Komponist von Unterhaltungsmusik und Filmmusik.

## Leben
1939 veröffentlichte er den Schlager Reginella campagnola, der so erfolgreich wurde, dass er Grundlage des in 1941 Deutschland produzierten Heimatfilmes Am Abend auf der Heide des Regisseurs Jürgen von Alten wurde. In den USA wurde das Lied gleichzeitig unter dem Namen The Woodpecker Song bekannt und u. a. während des Krieges 1940 von Kate Smith in Begleitung der The Andrews Sisters und des Glenn Miller Orchestras gesungen und aufgenommen. Weitere Interpreten waren Tino Rossi, Rudi Schuricke, Glenn Miller, Will Glahé, Ernst Mosch, Frank Sinatra, die Everly Brothers u. a.

## Werke
| - La zia smemorata (1940) - La canzone rubata (1940) - Cento lettere d'amore (1940) - È sbarcato un marinaio (1940) - Scampolo (1941) - Am Abend auf der Heide (1941) - Miliardi, che follia! (1942) - Le soleil a toujours raison (1943) - Il diavolo va in collegio (1944) - L'innocente Casimiro (1945) - Biraghin (1946) - I due orfanelli (1947) | - Reginella campagnola (Am Abend auf der Heide, The Woodpecker Song) (1939) - La Piccinina (Das blonde Käthchen), (1939), aufgenommen von Carlo Buti, Rudi Schuricke, Barnabás von Géczy, Adalbert Lutter u. a. - Rosabella del molise (1942), aufgenommen von Ernesto Bonino u. a. - Valzer di ogni bambina (1943), verwendet im Film Incontri die notte - Chitarra romana, aufgenommen von Claudio Villa, Connie Francis u. a. - Carioca, Carioca...! aufgenommen von Carlo Buti u. a. - La carovana del Tigrai - Sul lago Tana - La romanina - Siciliana bruna - Pastorella abruzzese |